# Hercostomus neglectus
Hercostomus neglectus är en tvåvingeart som beskrevs av Becker 1922. Hercostomus neglectus ingår i släktet Hercostomus och familjen styltflugor. Inga underarter finns listade i Catalogue of Life.